# Andrest
Andrest é uma comuna francesa na região administrativa de Occitânia, no departamento dos Altos Pirenéus. Estende-se por uma área de 6,19 km². Em 2010 a comuna tinha 1 414 habitantes (densidade: 228,4 hab./km²)..

## Geografia

### Localização
Andrest é uma comuna da planície que pertence à área urbana de Tarbes.

### Relevo
A área da comuna é de 619 hectares; sua altitude varia entre 241 e 266 metros.

### Hidrografia
o território da comuna é atravessado do norte ao sul pelo canal du Moulin

### Meios de transporte
A comuna é localizada na route départemen Nº935 entre Tarbes e Vic-en-Bigorre

### Comunas limitrofes

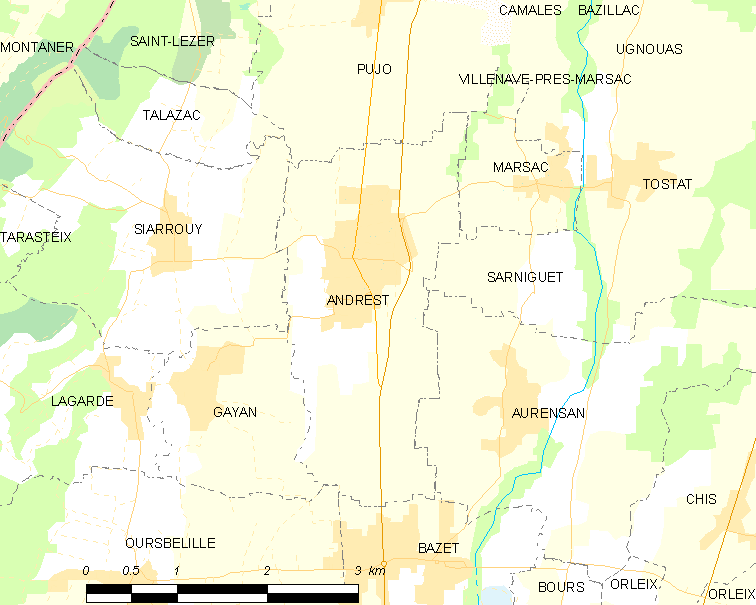
Mapa de Andrest e comunas próximas

Faz fronteira com as comunas de Pujo ao norte; Oursbelille e Bazet ao sul; Siarrouy e Gayan à oeste; Marsac (Altos Pirenéus), Sarniguet e Aurensan (Altos Pirenéus) à Oeste

## Urbanismo

### Habitações
Em 2009, o número total de habitações no município era de 597, ante 476 em 1999.
Entre estas habitações, 93,2% eram residências primárias, 0,8% residências secundárias e 6,0% das habitações vagas. Estas habitações eram 45,8% deles casas isoladas e 53,7% dos apartamentos

## História

### Pré-históriae Antiguidade
Vestígios arqueológicos mostram atividade humana desde o Neolítico e durante o período Galo-romano

### Idade Média
Na Idade Média, o território foi composto por duas freguesias distintas: Andrest e Trougnan. Em 1272, o conde de Bigorre Esquibat Chavannes trocar esses dois domínios com o Visconde de Lavedan Raymond Garcia IV pelo Vale do Barèges

### Idade Moderna
Em 1758, o administrador de Etigny supervisiona a construção de uma nova estrada entre Tarbes e Vic.
O castelo foi destruído em 1762.
A casa comunal foi construído em 1776

### Século XIX eIdade Contemporânea
No século XIX, a aldeia recebe uma estação de trem, escolas e um posto de correios. Em 1848, uma casa foi projetada para acomodar a escola das meninas, a primeira escola que foi criada na Câmara Municipal. Em 1859, a linha ferroviária foi inaugurada por Napoleão III.

### Mapas de Andrest
O mapa cadastral Napoleônico de Andrest está disponível no site dos arquivos departamentais dos Altos Pirenéus. O plano cadastral atual, renovado em 1933, está sendo revisada para melhorar a sua qualidade e precisão. O novo plano vai entrar em vigor em abril de 2016.

## Política e Administração

### Administração Municipal
A população no último censo estando entre 500 e 1499, o número de membros do conselho é de 15